# Equipament del Reial Club Deportiu Espanyol
L'equipament del Reial Club Deportiu Espanyol és l'utilitzat pels jugadors «Periquitos » tant en competicions nacionals com internacionals, des del primer equip fins als juvenils, com també l'equip femení.
La vestimenta titular històrica usada pel club consta de samarreta blanca amb línies blaves verticals, pantalons blaus i mitjanes blanques, les quals ha patit lleus canvis de dissenys.
La vestimenta de visitiant o segona equipació ha tingut diversos colors en el disseny, actualment es compon de samarreta groga, pantalons grocs i mitjanes grogues.

## Antecedents
Amb la fundació de club, amb dificultats econòmiques a diferència d'altres clubs d'origen estranger que comptaven amb més capacitat d'inversió inicial, un dels primers directius disposava de tela de color groc en el seu negoci tèxtil (Joan Baptista Bou García), de la qual es va aprofitar per confeccionar la que seria la primera camisa de l'equip.

### X Sporting Club
| X S.C. (1906) (1) |

El 1902 sorgeix la societat Foot-ball Club X, mantenint molt bones relacions amb el club espanyolista des dels inicis. No en va, va ser un dels que va propiciar el renaixement de l'entitat l'any 1909 quan, per falta d'integrants, va haver de suspendre les seves activitats en 1906. Els pocs futbolistes que li van quedar al Club Espanyol després de la marxa de diversos d'ells a l'estranger per completar els seus estudis, van ser acollits en el si del X.

## Local
| 1900 | 1901–06 | 1909–12 | 1912–15 | 1915–41 | 1941-66 | 1966-81 | 1981-84 | 1984-93 | 1993-97 |

| 1997-98 | 1998-99 | 1999-01 | 2000 | 2001-02 | 2002-04 | 2004-05 | 2005-06 | 2006-07 | 2007-08 |

| 2008-09 | 2009-10 | 2010 | 2010-11 | 2011-12 | 2012-13 | 2013-14 | 2014-15 | 2015-16 | 2016-17 |

| 2017-18 | 2018-19 | 2019–20 | 2020 | 2020–21 | 2021–22 | 2022–23 | 2023-24 |

## Visitant
| 1910's | 1920's | 1940's | 1973-83 | 1983-84 | 1984-89 | 1989-90 | 1990-92 | 1992-93 | 1993-94 |

| 1994-95 | 1995-96 | 1996-97 | 1997-98 | 1998-99 | 1999-00 | 2000-01 | 2001-02 | 2002-04 | 2004-05 |

| 2005-06 | 2006-07 | 2007-08 | 2008-09 | 2009-10 | 2010-11 | 2011-12 | 2012-13 | 2013-14 | 2014-15 |

| 2015-16 | 2016-17 | 2017-18 | 2018-19 | 2019-20 | 2020–21 | 2021–22 | 2022–23 | 2023-24 |

## Alternativa
| 2010–11 | 2011–12 | 2012–13 | 2013–14 | 2015–16 | 2016–17 | 2017-18 | 2018-19 | 2019-20 | 2020–21 |

| 2021–22 | 2022–23 | 2023-24 |

## Proveïdors i patrocinadors
| Període   | Proveïdor        | Patrocinador |
| --------- | ---------------- | ------------ |
| 1980–1984 | Meyba            | N/A          |
| 1984–1989 |                  | N/A          |
| 1989–1990 | Araña            |              |
| 1990–1994 | N/A              |              |
| 1994–1995 | N/A              |              |
| 1995–1999 | Dani             |              |
| 1999–2000 |                  | Centenari    |
| 2000–2002 | Futvol.com       |              |
| 2002–2003 |                  | Vitel Mobile |
| 2003–2004 | Dani             |              |
| 2004–2006 | Grup Tarradellas |              |
| 2006–2008 |                  | Quat         |
| 2008–2010 | Interapuestas    |              |
| 2010–2011 | Interapuestas    |              |
| 2011–2012 | Cancun           |              |
| 2012–2014 | Cancun           |              |
| 2014–2015 | Power8           |              |
| 2015–2016 | Power8           |              |
| 2016–2017 | Rastar Group     |              |
| 2017-2018 | Riviera Maya     |              |
| 2018-2019 | Riviera Maya     |              |
| 2019-2020 | JD Sports        |              |
| 2020-2021 | BetWay           |              |
| 2021-2024 | Riviera Maya     |              |